# Huashuchuan Shuiku
Huashuchuan Shuiku (kinesiska: 桦树川水库) är en reservoar i Kina. Den ligger i provinsen Heilongjiang, i den nordöstra delen av landet, omkring 300 kilometer sydost om provinshuvudstaden Harbin. Huashuchuan Shuiku ligger 348 meter över havet. Arean är 5,1 kvadratkilometer. I omgivningarna runt Huashuchuan Shuiku växer i huvudsak lövfällande lövskog. Den sträcker sig 3,6 kilometer i nord-sydlig riktning, och 4,3 kilometer i öst-västlig riktning.
Genomsnittlig årsnederbörd är 895 millimeter. Den regnigaste månaden är juli, med i genomsnitt 191 mm nederbörd, och den torraste är januari, med 5 mm nederbörd.